# Pokrovka (Astracan)
Pokrovka — Покровка (rus) — és un poble de l'óblast d'Astracan, a Rússia, segons el cens del 2010 tenia 1.070 habitants.